# Shake (programma televisivo)
Shake era un rotocalco televisivo italiano andato in onda su Rai 2 nel 2004 con cadenza settimanale,  con la conduzione di Nina Morić e la partecipazione del comico Andrea Pucci in veste di inviato speciale. Scritto da Aldo Dalla Vecchia e Anna Gori Prodotto da Claudio Cavalli, Regia Claudio Bozzatello 
Era un misto di stili, mode, spettacoli e tendenze. Inoltre erano programmate interviste, filmati e alcuni servizi speciali sui miti del passato.